# Darbu Station
Darbu Station (Darbu stasjon) er en jernbanestation på Sørlandsbanen, der ligger i byområdet Darbu i Øvre Eiker kommune i Norge. Stationen består af to spor med to perroner og en stationsbygning i gulmalet træ.
Stationen åbnede 9. november 1871 som en del af banen mellem Hokksund og Kongsberg. Oprindeligt hed den Darbo, men stavemåden blev ændret til Darbu i april 1894.
Stationsbygningen blev opført til åbningen i 1871 efter tegninger af Georg Andreas Bull og er holdt i schweizerstil. Den er af Hvalstad-typen med alle funktioner samlet i en bygning bestående af en hoveddel i halvanden etage og smalle sidefløje. Den er blevet ændre flere gange siden opførelsen men fremstår alligevel som den bedst bevarede og mest autentiske af Bulls mellemstationer af tredje klasse. Den blev fredet i 1997 for at bevare en arkitektonisk, bygningshistorisk og jernbanehistorisk værdifuld bygning fra den første store udbygning af de norske jernbaner.